# Antonio Bartrina
Antonio Bartrina (Madrid, 1957) es un músico español, miembro fundador y cantante de la banda Malevaje, especializada en el tango y todavía en activo.

## Biografía
Se inició en el mundo de la música con la fundación de Malevaje junto al batería Edi Clavo, Ramón Godes y el bajista Fernando Gilabert, que todavía toca en la banda junto a Bartrina y entonces formaba parte de Los Coyotes. Su primer concierto fue en la sala El Salero, en la que hasta entonces él trabajaba de camarero, el 14 de febrero de 1984. Desde entonces Antonio ha sido la voz del grupo y compositor de la mayor parte de sus letras.
Antes de dedicarse completamente a la música compaginó temporalmente su trabajo de camarero con el de fotógrafo.
Durante el siglo XXI la banda sigue activa y editando nuevos discos.

## Discografía (Malevaje)
- ̈Tangos (1985)
- Margot (1986)
- ¡Arriba los corazonesǃ (1987)
- Un momentito (1988)
- Inchilimonchi (1989)
- Envido (1991)
- Va cayendo gente al baile (1993)
- Con su permiso, Don Carlos (1996)
- Plaza Mayor (1998)
- Vuelvo al barrio (2001)
- 20 aniversarioː ¿ Qué veinte años no es nada? (2004)
- No me quieras tanto (quiéreme mejor) (2008)
- 30 años de tangos (2017)
- Vino Amargo (2019)